# Cistanche phelypaea subsp. lutea
Cistanche phelypaea subsp. lutea,  o jopo de cordero, pijolobo, rabo de cordero, jopo amarillo es una planta sin clorofila, perenne, parásita, de la familia de las Orobancáceas.

## Etimología
“Cistanche” deriva del griego kisthós, en relación con las diversas especies del género Cistus en su acción parásita o “ahoga”, y de anchó que significa ahogar. “phelypaea” en honor del científico francés Louis Phélypeaux, quien fundara una academia en 1699.

## Morfología
Desarrolla a principios del invierno un tallo robusto, carnoso y glabro, más grueso en su base, de una altura de hasta 40 cm (80), de un color que puede pasar del gris al amarillo sucio o pálido. Las hojas también se muestran carnosas y glabras, de forma oval-lanceolada, envolviendo al tallo y de color gris o amarillo. La inflorescencia tiene forma cilíndrica en la que aparecen las flores hermafroditas, zigomorfas, de corola acampanada y tubular, pilosa en su interior, curvada con cinco lóbulos de color amarillo pálido a intenso con los bordes violáceos, de hasta unos 50 mm . Sobre el lóbulo horizontal se apoyan el androceo, formado por cuatro estambres de delgados filamentos, ligados cerca de las anteras de no más de 6 mm, lanuginosas, y el gineceo, de ovario súpero y estigma amarillo o blanco. Estas presentan una bráctea y dos bractéolas laterales por cada flor, pegadas estas al cáliz tubuloso y acampanado que está formado por cinco lóbulos. Fruto en cápsula ovoide y dehiscente con dos valvas. Produce un elevado número de semillas casi esféricas.

## Vida y reproducción
Florece en invierno, de febrero a abril. Al carecer de clorofila no puede realizar la fotosíntesis; sus hojas no realizan función alguna. Depende totalmente de un huésped. Las raíces se transforman en haustorios con los que penetran las raíces del hospedante hasta localizar el floema, absorbiendo entonces las savia con los nutrientes.

## Hábitat
Sobre terrenos arenosos (planta psammófila), salinos (halófila), como las márgenes de marismas y albuferas,  o semiáridos, margosos y yesíferos (gipsícola), parasitando a otras plantas, especialmente Quenopodiáceas, como  Anabasis articulata, Arthrocnemum fruticosum, Chenoleoides tomentosa, Hammada articulata, Salsola genistoides, Salsola kali, Saueda vera, o aulagas como Launaea arborescens y a especies de Tamaracaceae o Zygophyllaceae.

## Endemia[3]
Crece en el sureste de la Península ibérica, provincias de Albacete, Alicante, Almería, Granada, Jaén y Murcia, el norte de África hasta Egipto y Arabia Saudí.

### Provincia de Almería
En Almería se encuentra en distintas localizaciones con tres tipologías diferentes: con flores de color amarillo intenso en Karst en yesos de Sorbas y Sierra de Cabrera, blanquecinas en el Desierto de Tabernas y en las bases de Sierra Alhamilla, Sierra de Gádor y Sierra Nevada, y con bordes de color violáceo en el subdesierto de Tabernas.  También puede localizarse en Punta Entinas-Sabinar.

### Provincia de Alicante
En Alicante se ha encontrado al norte de las Dunas de Guardamar con flores de color amarillo intenso en terreno arenoso salino costero parasitando a Atriplex halimus. También en el paraje de la sierra de Elche, entre esta y el municipio de Aspe, enclave de marcado carácter salobre en sus aguas.

## Usos
En África el tallo se ha usado como afrodisíaco, y como espárrago en ensalada. El bulbo se ha usado en alimentación por su alto contenido en carbohidratos.

## Usos en medicina popular
Antidiarreico y diurético. Contiene alcaloides.